# Warsaw (Illinois)
Warsaw é uma cidade localizada no estado americano de Illinois, no Condado de Hancock.

## Demografia
Segundo o censo americano de 2000, a sua população era de 1793 habitantes.
Em 2006, foi estimada uma população de 1641, um decréscimo de 152 (-8.5%).

## Geografia
De acordo com o United States Census Bureau tem uma área de
19,4 km², dos quais 17,1 km² cobertos por terra e 2,3 km² cobertos por água.

## Localidades na vizinhança
O diagrama seguinte representa as localidades num raio de 16 km ao redor de Warsaw.